# Gustavo López
Gustavo López, teljes nevén Gustavo Adrián López Pablo (Valentín Alsina, 1973. április 13. –) argentin válogatott labdarúgó.

## Pályafutása

### Kezdetek
López karrierjét az Independientében kezdte, ahol négy évet töltött. Összesen négy trófeát nyert, mindegyiket az utolsó évében. 1996 januárjában a Real Zaragoza játékosa lett, akkoriban klubrekordnak számító 420 millió pesetáért. Kily González személyében honfitárs csapattársa is volt, ők ketten alkották a klub argentin tengelyét.

### Celta Vigo
Korábbi edzője, Víctor Fernández 1999 nyarán magával vitte Lópezt a Celta Vigóhoz. López gyorsan a kezdőcsapat oszlopos tagja lett, és nagy szerepet vállalt abban, hogy a Celta 2001-ben kupadöntőt játszhatott. A finálét végül korábbi csapata, a Zaragoza nyerte 3–1-re. Legsikeresebb szezonja a galiciai csapattal a 2002-03-as volt, amikor a klub negyedik lett, így indulhatott a következő évi BL-kiírásban.
A 2006-07-es idény végén a Celta kiesett az első osztályból. Addigra López már két fizetéscsökkentésbe is beleegyezett, azonban a harmadikat már nem volt hajlandó elfogadni, így utolsó szezonját a Cádizban töltötte.
Vigóban töltött időszaka alatt közel háromszázszor ölthette magára a Celta mezét, ezalatt huszonkilenc gólt szerzett.

#### A válogatottban
A válogatottban 1994 decemberében, a románok ellen mutatkozhatott be. Részt vett az 1997-es és az 1999-es Copa Américán is, ezen kívül kerettag volt a 2002-es világbajnokságon is, azonban utóbbin végül egyetlen percet sem játszhatott.
Az U23-as csapattal 1996-ban olimpiai ezüstérmet szerzett.

## Sikerek
- argentin bajnok: 1994 (Clausura)
- Intertotó-kupa-győztes: 2000
- spanyol kupadöntős: 2001
- Olimpiai ezüstérmes: 1996